# Lake Nosbonsing
Lake Nosbonsing är en sjö i Kanada.   Den ligger i Nipissing District och provinsen Ontario, i den sydöstra delen av landet, 280 km väster om huvudstaden Ottawa. Lake Nosbonsing ligger 235 meter över havet.
I omgivningarna runt Lake Nosbonsing växer i huvudsak blandskog. Runt Lake Nosbonsing är det mycket glesbefolkat, med 2 invånare per kvadratkilometer.